# Dialetto locrese
Il greco locrese o dialetto locrese (in greco antico: Λοκρική διάλεκτος?) è uno degli antichi dialetti greci, parlato dai locresi nella Locride, Grecia Centrale. Viene classificato come un dialetto greco nord-occidentale. I locresi erano divisi in due tribù, i ozolesi e opunziani, di conseguenza il dialetto locrese può essere allo stesso modo diviso in due rami rispettivamente: l'ozolese e l'opunziano. I tratti di entrambi i dialetti furono descritti da Wilhelm Dittenberger, curatore del progetto Inscriptiones Graecae.

## Locrese ozolese
- Dativo plurale della terza declinazione in -οις (-ois) invece di -σι (-si), un tratto nord-occidentale, per es. πάντοις pantois — πᾶσι pasi, μειόνοις meionois — μείοσι meiosi
- L'aggettivo διπλειός dipleios invece di διπλοῦς diplous
- L'assimilazione di κ (k) nella preposizione ἐκ ek con la prima consonante della successiva parola, per es. ἐλ λιμένος e(l) limenos — ἐκ λιμένος ek limenos
- La preposizione κατά (kata) + genitivo invece dell'accusativo, per es. καθ'ὧν kath'ōn — καθ'ἅ kath'a

## Locrese opunziano
- dativo plurale della terza declinazione in -εσσι (-essi) invece di -οις (-ois), un tratto eolico che si trovava anche nel dialetto focese, per es. Κεφαλλάνεσσι Kephallanessi, χρημάτεσσι chrêmatessi
- L'infinito in -εν (-en) invece di -ειν (-ein), per es. ἀναγράφεν anagraphen — ἀναγράφειν anagraphein
- I nomi patronimici concordano con il nome che essi definiscono, un tratto eolico, per es. Δαναΐς Νικοτελεία Danais Nikoteleia — Δαναΐς Νικοτέλους Danais Nikotelous
- La preposizione κατά (kata) + genitivo invece dell'accusativo, per es. καθ'ὧν kath'ōn — καθ'ἅ kath'a

## Glossario
- δείλομαι deilomai volontà, volere (locrese e delfico) (attico boulomai) (dialetto di Kos dêlomai) (dorico dēlomai/bôlomai) (tessalo bellomai)
- ϝέρρω Werrô vai via (attico errô) (Hsch. berrês fuggiasco, berreuô fuga)
- Ϝεσπάριοι Λοϟροὶ Wesparioi Lokroi locrese epizefiro (occidentale) in Calabria (attico hesperios della sera, occiduo, dorico wesperios) (cfr. latino vesper) IG IX,1² 3:718
- Λοϟροὶ τοὶ ℎυποκναμίδιοι Lokroi toi hypoknamidioi (attico Lokroi hoi hypoknemidioi) locresi ipocnemidi; sotto il monte Knemis IG IX,1² 3:718
- ὀπλίαι opliai luoghi dove i locresi contavano il loro bestiame.